# 邓智勇
邓智勇，中华人民共和国政治人物、全国脱贫攻坚先进个人。

## 生平
邓智勇任浦北县脱贫攻坚指挥部办公室副主任（兼），浦北县手工业联社主任。因在脱贫攻坚战中作出突出贡献，2021年2月25日全国脱贫攻坚总结表彰大会上，邓智勇被授予“全国脱贫攻坚先进个人”。